# Schranke

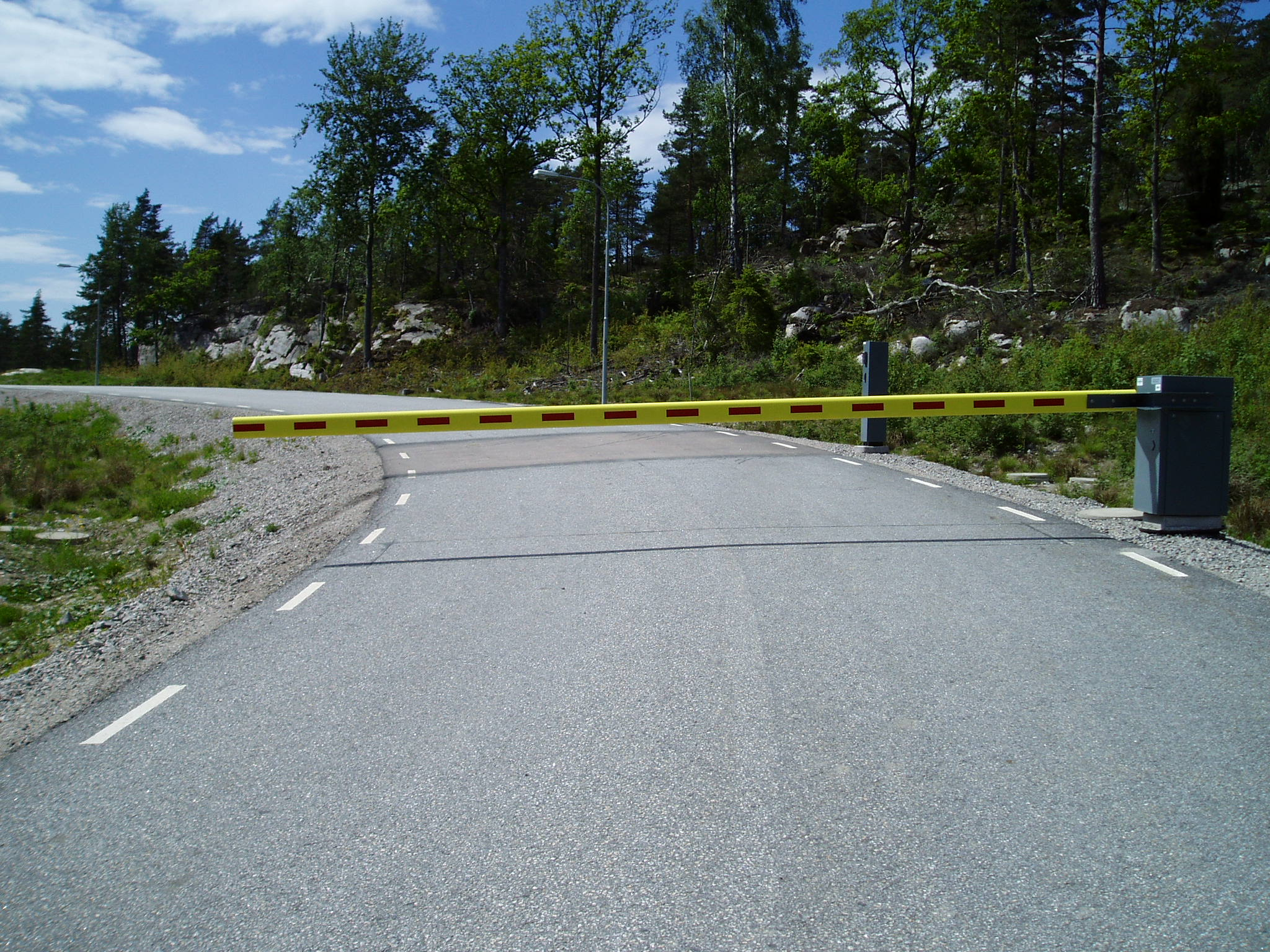
Moderne Schranke

Physik der Schranke

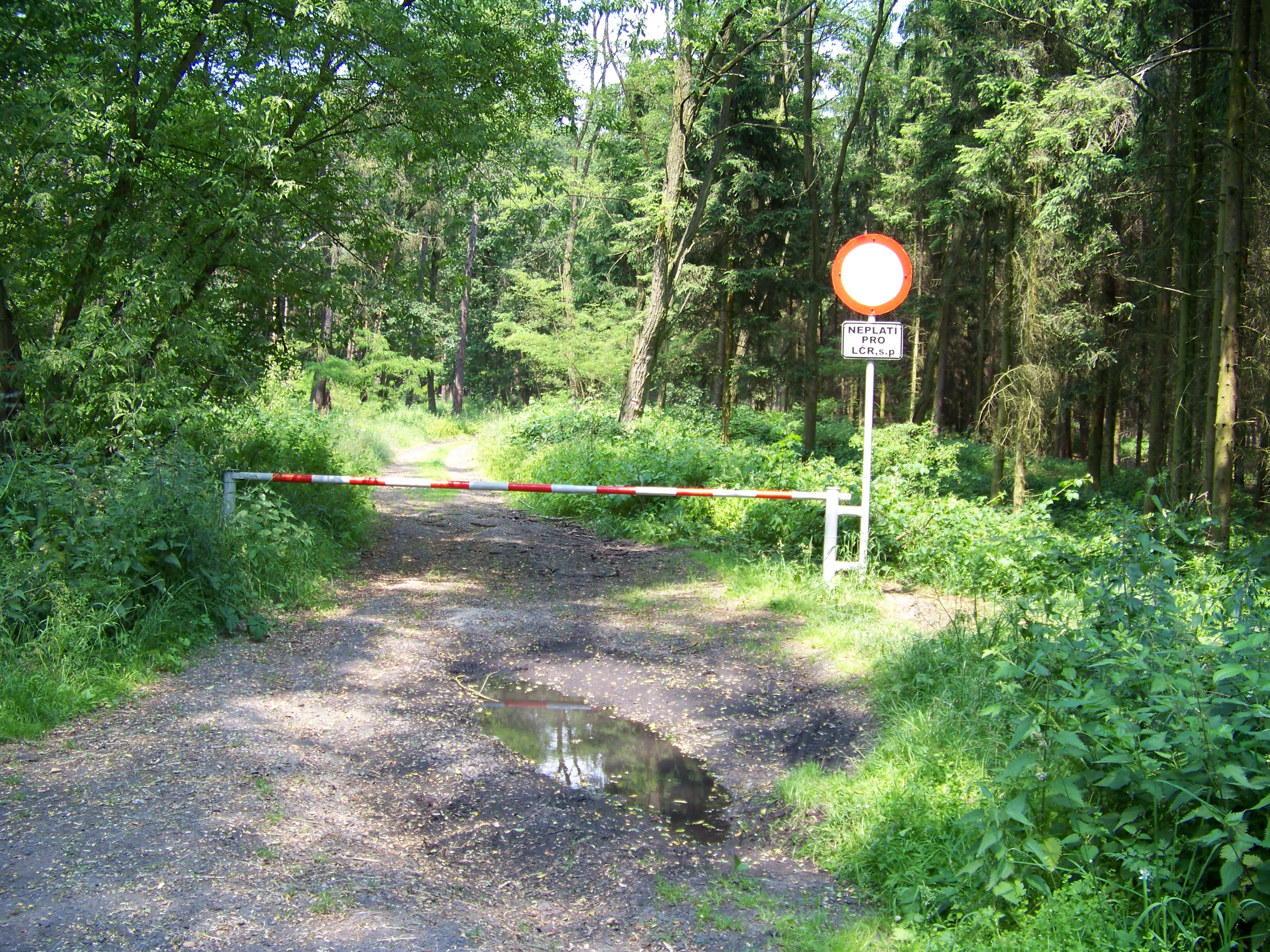
Schranke einfachster Konstruktion

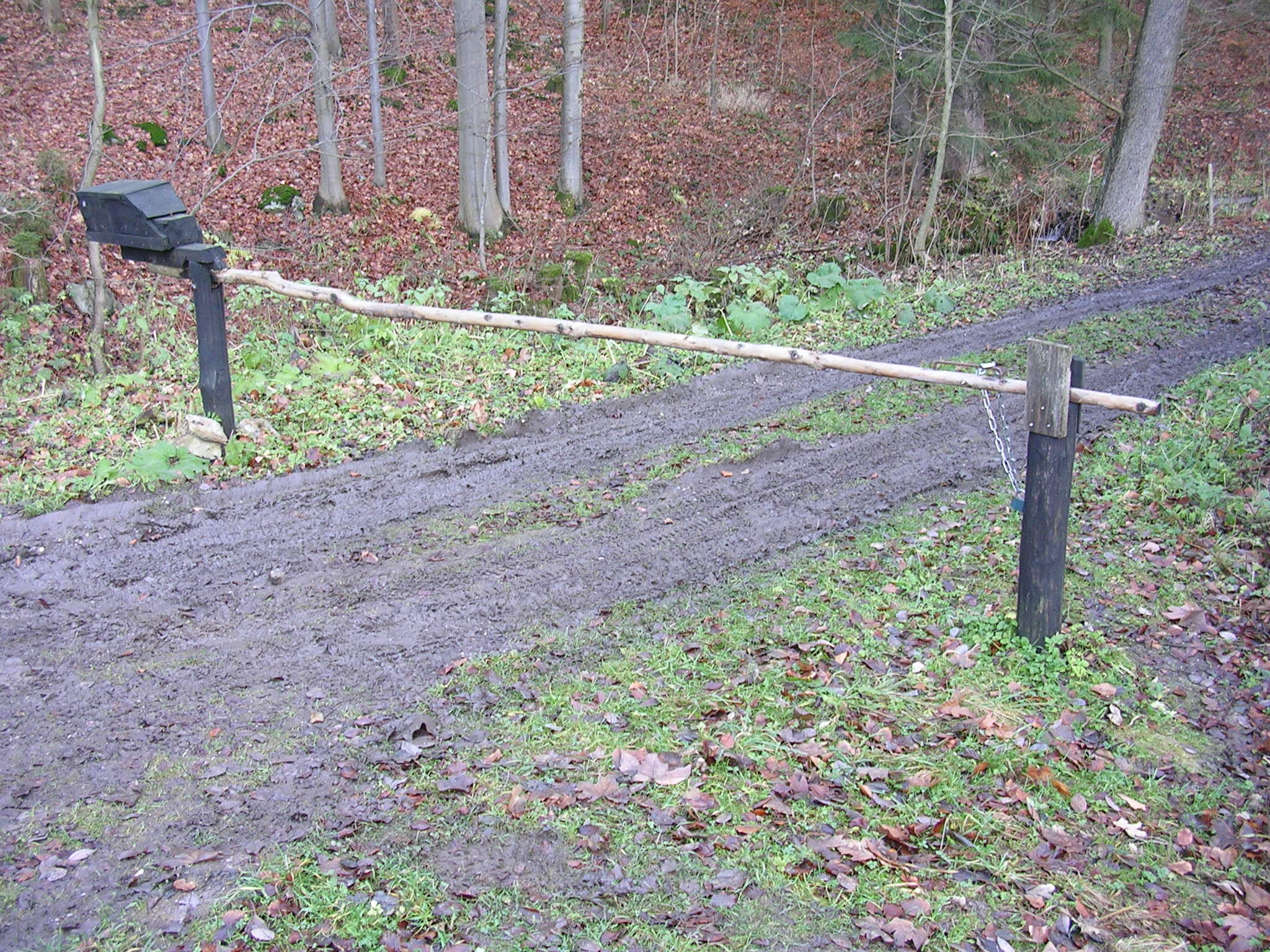
Schlagbaum zum Hochklappen

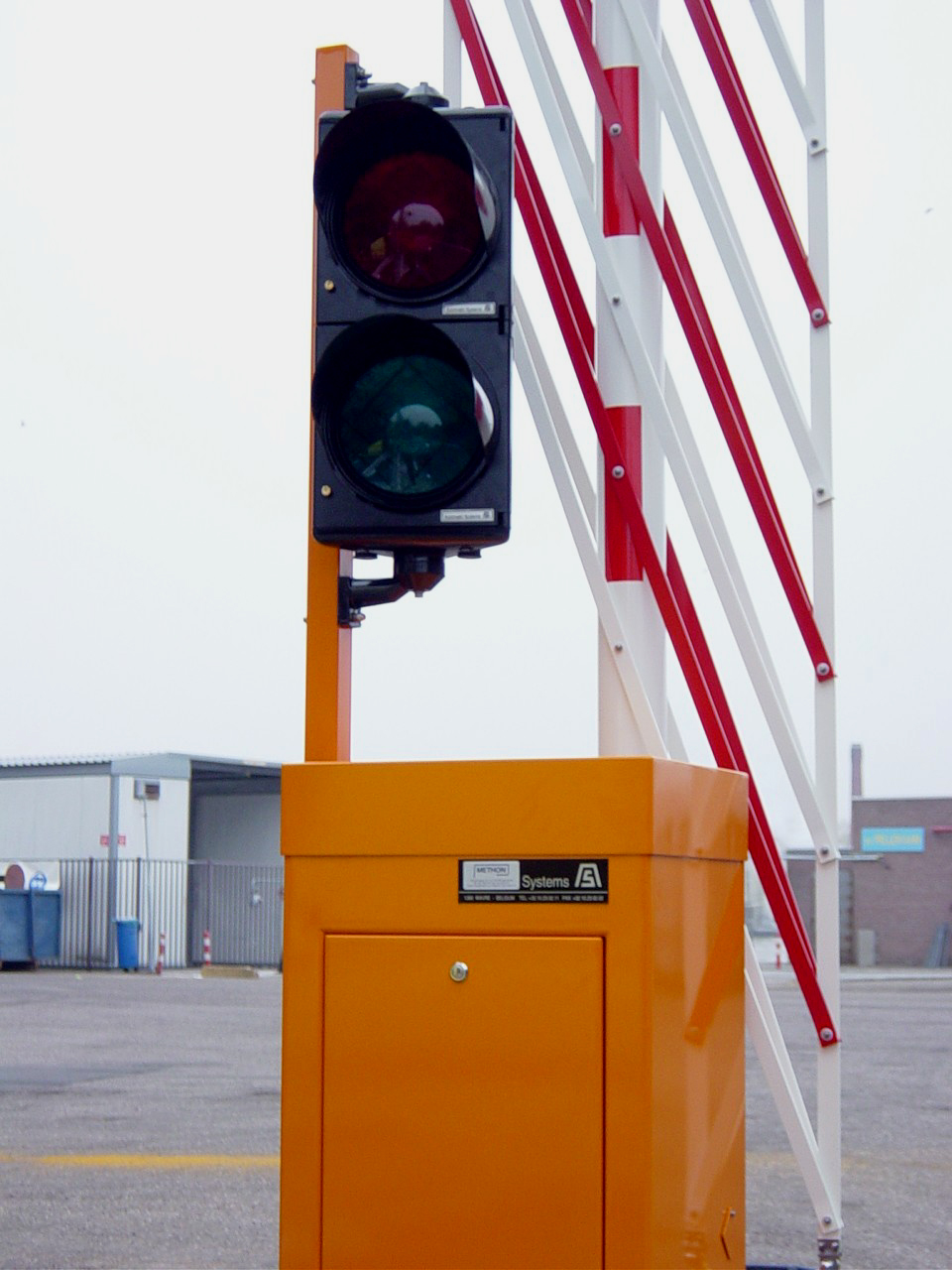
Schranke mit Scherengitter (geöffnet)

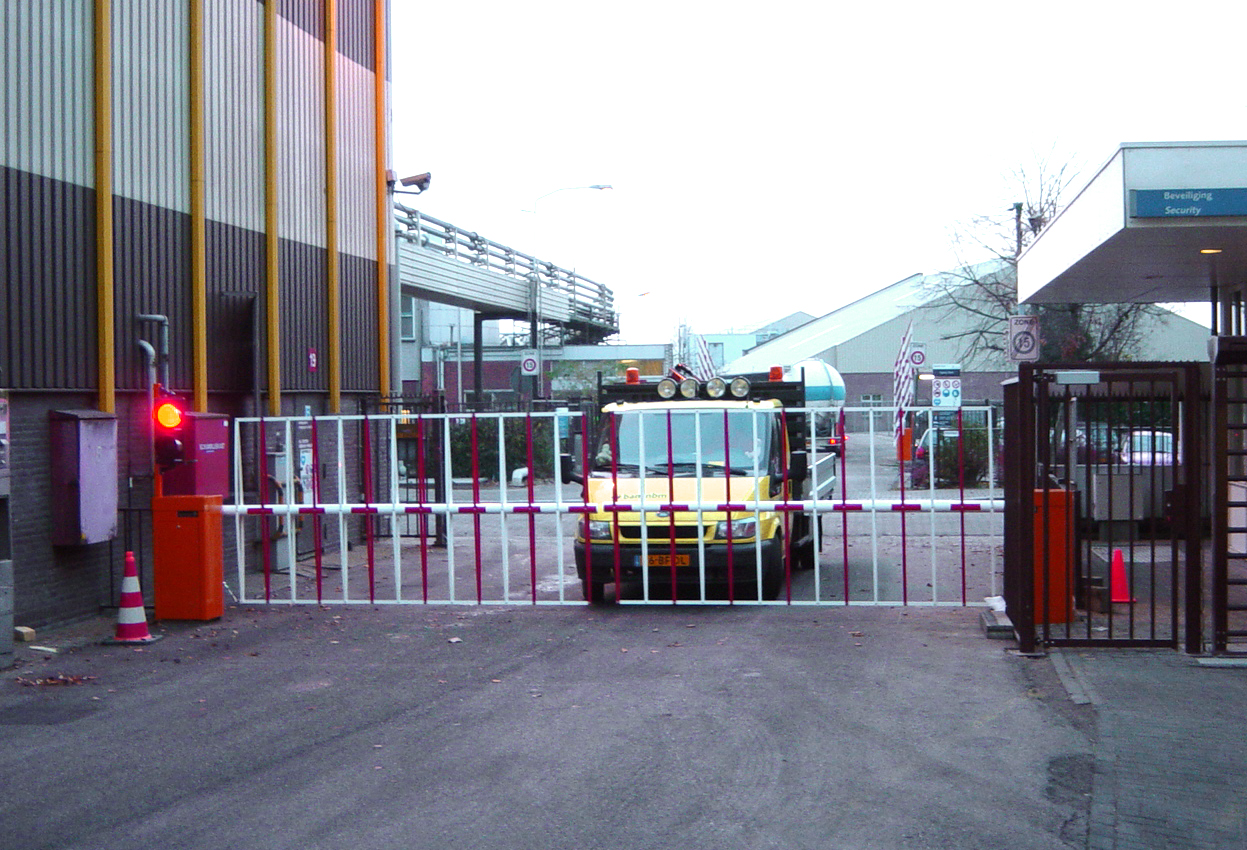
Schranke mit Scherengitter (geschlossen)

Schlagbaum im Wappen von Oelde-Lette

Die Schranke im Wappen von Ronshausen verweist auf die damals nahe Innerdeutsche Grenze

Eine Schranke, Wegeschranke oder ein Schlagbaum (früher auch einfach: Schlag), in Österreich ein Schranken, in der Schweiz eine Barriere, ist eine bauliche Vorrichtung zum Sperren eines Weges, die aus einer beweglichen Stange auf ein bis zwei Stützen besteht.

## Beschreibung
Üblicherweise ist die Stange schwenkbar gelagert und die Rotationsachse ist im Gegensatz zu einem Tor waagerecht. Die geringe Abmessung einer Schranke ermöglicht dann, sie zum Öffnen nach oben zu klappen, was Grundfläche spart. Eine klassische Schranke ist ein zweiarmiger Hebel mit Gegengewicht, um den Kraftaufwand beim Öffnen und Schließen zu minimieren. Durch Anordnung des Gegengewichts über der Schranke entsteht dabei ein geknickter Hebel, die Verhältnisse verschieben sich beim Öffnen so, dass die Schranke sowohl geöffnet als auch geschlossen stabil ist.
Eine moderne Schranke besteht nicht mehr aus Holz, sondern aus Stahl und zunehmend aus Leichtmetallen und Kunststoffen. Die leichteren Werkstoffe ermöglichen zusammen mit moderner Antriebstechnik kompaktere Schranken, die mittels Elektromotor zu öffnen sind, ohne weiterhin als zweiarmiger Hebel bemessen zu sein.
Rot-weiß gestreifte Schranken sind zumindest in Deutschland auch Verkehrszeichen, die Straßenflächen markieren, deren Befahren verboten ist. An Grenzübergängen sind Schranken in den jeweiligen Nationalfarben gängig. Von Schranken ohne Kontrastfarben geht bei schlechten Sichtverhältnissen erhebliche Unfallgefahr aus.
An Bahnübergängen werden mitunter Halbschranken installiert, um die Hälfte der Straßenbreite als Fluchtweg frei zu halten, sodass niemand zwischen automatisch schließenden Schranken eingesperrt wird. Ursprünglich wurden Bahnschranken, die Mitte des 19. Jahrhunderts noch Drahtzugbarrieren hießen, von Schrankenwärtern bewegt. Bahnschranken waren früher häufig mit zusätzlichen metallenen Vorhängen als Unterkriechschutz ausgestattet. Es gibt auch Schranken mit aufgesetzten Scherengittern als Übersteigschutz. Insbesondere in der Parkraumbewirtschaftung werden inzwischen auch Knickarmschranken verwendet.
Im Bereich der Eisenbahnen des Bundes in Deutschland ist mehr als die Hälfte der Bahnübergänge mit Schranken ausgerüstet. Der Großteil der beschrankten Bahnübergänge ist dabei mit Halbschranken gesichert.

## Schranken mit vertikaler Drehachse
Mitunter werden Schranken mit vertikaler Drehachse gebaut, zumeist einarmig und ohne Gegengewicht.
Das Kippmoment des Schrankenarms unter seinem Gewicht kann sich an einem Lagerteller mit bis zu 30 cm Radius abstützen, an einem schräg gespannten Seil hinauf zu einem Lagerpunkt hoch über der Drehachse, etwa an einer Hauswand, oder über eine Stützstrebe an einen ein L ausbildenden Axialfortsatz des Schrankenrohres, der oben und unten drehgelagert wird.
In Großbritannien gibt oder gab es Schranken an Bahnübergängen in Zaunform, die in einer Stellung den durchgängigen Bahngrund vollständig abschlossen in der anderen den Straßenübergang vom restlichen Gleis. Geometrisch ist diese Bauweise mit 4 Zaunflügeln gut realisierbar, wenn die Lager an den Ecken eines Quadrats stehen.
Schranken mit 4 Armen und vertikaler Achse bilden ein Drehkreuz aus, etwa um Fußgänger vor dem Überqueren eines Bahngleises einzeln zu verlangsamen.
Drehkreuze mit etwa 45° geneigter Achse haben 2 oder 3 Arme, die auf einem Kegelmantel um die Drehachse liegen und dienen oft der Zutrittskontrolle für Personen.

## Zur Seite wegziehbare Schranken
Tore für Weidetiere sind mitunter als zwei Holzstangen realisiert, die in zwei verschiedenen Höhen horizontal durch Drahtbügel oder gebrauchte Hufeisen gesteckt werden. Mitunter funktionieren auch Schranken aus Metallrohr wie ein selbsttragendes Schiebetor.

## Wegdrückbare Schranken
Bei einer Gleisbaustelle der Straßenbahn kann die Befahrbarkeit mit der Straßenbahn weiterlaufen, doch sollen andere Straßenfahrzeuge ausgesperrt werden. Ein Verfahren nützt ein Paar kurzflügeliger Schanken mit Kontaktbürsten. Hier ankommende langsame Straßenbahnen drücken die Schrankenflügel zur Seite, am Ende der Garnitur schließen sich die Schranken wieder, typisch verbleibt eine kleine Lücke in der Mitte. Die Rückstellkraft kann von Federn kommen oder aus der Schwerkraft mittels Schrägstellung der Schrankendrehachse.
Am Ende eines Bahnsteigs wird Personen (insbesondere Blinden) durch einen kurzen von der Tunnelwand ein Stück in Richtung Gleis abstehenden Flügel signalisiert: „Betreten verboten“. Mitarbeiter der Bahn können mit der Hand oder dem Körper den Sperrflügel wegdrücken, um den das Gleis begleitenden Weg weiterzugehen. Eine etwa 20° gegenüber der Vertikalen geneigte Drehachse lässt den Flügel wieder zurückdrehen.
Lagerhallen können während der Betriebszeit mit Toren aus einem stabilen Vorhang aus Weich-PVC verschlossen sein, um Wind, Lärm und Kälte auszusperren. Förderfahrzeuge wie Gabelstapler oder Paketwagenzüge können zum Durchfahren den Vorhang gegen die Federkraft um die vertikale Achse aufdrücken. Inzwischen werden vermehrt schnell vertikal laufende Rolltore aus Plane oder transparenter Folie eingesetzt.
Katzenklappen sind meist eine hängende Klappe mit U-Kontur, entlang der Oberkante horizontal gelagert. Ein Magnet hält die Klappe gegen Windkraft geschlossen. Ein drehbares Formstück kann die Klappe sperren oder in eine oder beide Richtungen freigeben, geöffnet wird sie von der Katze durch Andrücken mit dem Kopf.

## Schrankenmaterial
Um Material, also Gewicht, zu sparen, sind alte Schranken aus Stahlrohr bis zu etwa 3-fach verjüngt zusammengeschweißt. Um das Schwingen und Durchhängen langer Bahnschranken zu reduzieren, wurden sie mitunter oben und unten mit einem Stahlseil-V verspannt. Besonders breite Schranken trugen mittig oberhalb ein rotes Blinklicht.
Ab geschätzt 1970 stellte die Bahn in Österreich neu eher Halbschranken aus leichtem Alublech und ohne Gegengewicht auf. Die Stange wird aus etwa 3 mm starkem Alublech gefertigt, ihr etwa quadratischer Querschnitt verjüngt sich zum freien Ende hin. 2 zum rechtwinkeligen C gekantete Bleche bilden die Wangen, die rot-weiße Reflexfolie tragen und durch einige Querstege mittels Blindnieten verbunden sind. Längere Schranken dieser Bauweise werden mit 2 Stahlseilen zu schräg anstehende Hebeln am Drehbücher verspannt. Typisch lagern Ersatzschranken bei jedem Bahnübergang. Schranken dieser Bauweise können von Kfz im Notfall durchstoßen werden, weil sie leicht knicken.
Es gibt Strangpress-Profile aus Alu für Schranken, mit hoch-rechteckigem Querschnitt für gute Sichtbarkeit, biegesteif in Richtung der Belastung durch das Eigengewicht und knickweich bei Anstoßen mit einem Kfz. Es gibt Rundprofile mit oben und unten abstehenden Stegen, die gezielt versteifen und einer Person das Daraufsetzen unkomfortabel macht.
Schranken, die automatisch und rasch geschwenkt werden, sind mit zumindest einer Lichtschranke abgesichert. Ein Gummiprofil mit Luftkammer an der Unterseite kann detektieren, dass ein Fahrzeug oder Mensch getroffen wurde.
Schon seit vielen Jahren gibt es Schranken aus opak transparentem Kunststoff, die von einer Leuchte in der Nähe der Lagerung von innen beleuchtet werden. Noch gleichmäßiger beleuchtet erscheinen solche, die auf der gesamten Länge innen eine Reihe von LEDs aufweisen. Häufig wird Gelb oder Rot als Farbe gewählt.

## Geschichte
Erste weit verbreitete Anwendung fanden Schranken an Grenzübergängen, insbesondere während der Kleinstaaterei. Zur Einnahme von Zoll und anderen Abgaben können Schranken vergleichsweise einfach errichtet werden.
Im Verlauf der Industrialisierung wurden Schranken auch ein Mittel der Verkehrssicherheit, als sie an Bahnübergängen eingeführt wurden. Seit der Massenmotorisierung werden Forststraßen häufig durch Schranken versperrt. Nur dort sind noch einfache Ausführungen ohne Elektromotor verbreitet.
Mautstellen und Parkhäuser sind verbreitete Anwendungsfälle in der Gegenwart.